# Trioceros ellioti
Trioceros ellioti – gatunek jaszczurki z rodziny kameleonowatych (Chamaeleonidae).

## Występowanie
Gatunek ten żyje we wschodniej części Afryki, w Zairze, Burundi, Rwandzie, Ugandzie i Kenii. Zamieszkuje tereny wyżynne oraz górskie na wysokości 1200–1800 m n.p.m. Występuje na terenach porośniętych buszem, wysokimi trawami oraz na plantacjach kawy.

## Opis
Trioceros ellioti osiąga długość ciała ok. 22 cm. Samce są ubarwione zwykle na zielono z nieregularnym kolorowym rysunkiem, natomiast samice są ubarwione na brązowo, zielono bądź szaro, czasem z delikatnym rysunkiem. Jaszczurki te żyją zwykle 2,5 do 3 lat.
Gatunek jest objęty konwencją waszyngtońską CITES (załącznik II).